# Щ-319
Щ-319 — советская дизель-электрическая торпедная подводная лодка времён Второй мировой войны, принадлежит к серии X проекта Щ — «Щука». Была в составе Балтийского флота.

## История корабля
Лодка была заложена 31 декабря 1934 года на заводе № 194 «имени А. Марти» в Ленинграде под строительным номером 367, спущена на воду 15 февраля 1936 года, 29 ноября 1936 года вошла в состав Балтийского флота ВМФ СССР.

### Служба

#### Советско-Финская война
29 ноября 1939 года вышла на позицию № 11 в пролив Южный Кваркен близ Швеции. Многократно обнаруживала транспорты под нейтральными флагами (10-20 встреч в сутки), не атаковала их. В ночь на 4 декабря в соответствии с приказом командования вошла в Ботнический залив и заняла позицию № 12 у порта Кристина. Имела только одну встречу с судном, в атаку выйти не смогла. На обратном пути из-за наличия дозорных кораблей форсировала Южный Кваркен в подводном положении, получила повреждения от ударов о подводные скалы, по ошибке прошла через шведское минное поле.
Второй боевой поход совершила 23 декабря 1939 — 11 января 1940 года. Занимала позицию № 6 у острова Утё, встреч с противником не имела, попала в шторм.

#### Великая Отечественная война
Начало ВОВ Щ-319 встретила в Таллине, во время прохождения среднего ремонта. Восстановила боеспособность в сентябре. 20 сентября ушла в боевой поход. Донесения о форсировании Финского залива не передавала, что могло быть объяснено как гибелью в Финском заливе, так и неверными радиоданными для общения с командованием. В пользу второй версии говорит то, что вышедшая вместе с ней Щ-320 также связи с берегом не имела.
28 сентября соединение немецких боевых кораблей, куда входили крейсера «Эмден» и «Лейпциг», отметило безрезультатную торпедную атаку, на следующий день в том же районе торпедами были атакованы два тральщика. В ночь на 6 октября подводная лодка из надводного положения обстреляла немецкий тральщик R-79. Поскольку ни других советских подводных лодок ни английских подводных лодок тогда в этом районе не было, все эти атаки могла выполнять только Щ-319. 
Из похода Щ-319 не вернулась, никаких донесений не передавала. 
Предположительно Щ-319 погибла на мине, сорванной с немецкого заграждения «Вартбург» в южной части позиции в начале октября 1941 года. Летом 2012 года субмарина, лежащая на дне в 16 милях западнее Паланги обследована группой дайверов. Корпус подводной лодки перебит взрывом на две части и покоится на глубине 43 м. На подводной лодке погибло 38 членов экипажа.

### Командиры
- октябрь 1936 — февраль 1939 Владимир Александрович Червинский
- февраль 1939 — 1941 Николай Сидорович Агашин